# Jordtistel
Jordtistel (Cirsium acaule) är en växtart i familjen korgblommiga växter. 

## Beskrivning
Jordtisteln är den minsta tistelarten i Skandinavien och den är flerårig. Jordtistel bildar en rosett med utspridda, tornade blad och en blomkorg i mitten. En del av bladen är håriga på undersidan och den blir upp till 10-15 cm hög. Blomman är rödviolett och varje planta bildar som regel endast en korg. Jordtistel hör till ett floraelement som hade sin största utbredning under den varma perioden under bronsåldern och den trivs bäst på kalkrika ängar och mark.

## Utbredning
I Sverige är den vanlig i Skåne och på de två största öarna, och ganska vanlig på och i närheten av de andra slättlanden i Götaland. Den blev funnen i Norge första gången 1847, på Ulvøya i Oslo. Den platsen är fortfarande den enda kända växtplatsen för jordtistel i Norge och där växer den i en privat trädgård. Området är nu totalfredat. Denna förekomst räknas också som världens nordligaste förekomst av arten. Jordtistel är i Norge upptagen på Rödlistan som kritiskt hotad.  